# Groupe des terriers
Rassemblés au sein du troisième groupe par la Fédération cynologique internationale, les chiens de terrier ont un dénominateur commun : la fonction de déterrage des nuisibles réfugiés dans leurs abris souterrains.

## Historique depuis l'Antiquité
Remarqués avec étonnement par les Romains envahissant la Bretagne en 55 avant notre ère, ces « petits chiens qui savent suivre leurs proies jusque dans leurs tanières » ne se verront baptisés « terrars » que plus tard. Ils coexisteront longtemps avec les griffons sous le vocable d'agasses (ou agassins).
C'est le médecin de la reine d'Angleterre Elisabeth Ire, le docteur Keyes, qui, dans son De Canibus Britannicus Liber paru en 1570, les regroupe et les décrit le premier : « Il y a une sorte de chiens, que nous nommons terriers, car ils se glissent sous terre pour harceler et mordre le blaireau et le renard ; et ils les déchirent en morceaux avec les dents, profondément sous terre, ou après les avoir tirés à la lumière ».
Ces combats souterrains contre des adversaires redoutables imposaient aux terriers des qualités physiques et morales particulières qui donnent au groupe son homogénéité relative.

## Caractéristiques
Au physique, le type de base du terrier est médioligne, de taille plutôt réduite, possédant un poil court. La queue est traditionnellement écourtée (les oreilles l'étaient autrefois), mais laissée assez longue pour saisir le chien et le tirer hors du terrier.
Le type initial, principalement sélectionné dans les îles britanniques, a évolué. Les races constituant le groupe ont essaimé de par le monde et ont acquis au fil des générations, des morphologies très différentes, allant du Yorkshire Terrier au Staffordshire Bull Terrier.
Il reste cependant, au cœur du groupe des terriers, une série de formats croissants (Lakeland, Fox, Welsh, Irish, Kerry Blue, Airedale), résultant de la sélection patiente des éleveurs britanniques, qui conserve à la fois le type morphologique et le tempérament des chiens de ferme des origines.
Voici la liste des races de terrier reconnues par la FCI, qui les classe en quatre catégories, selon leur taille et leurs emplois.

### Terriers de grande et moyenne taille
- Airedale Terrier
- Terrier andalou (Ratonero bodeguero andaluz)
- Bedlington Terrier
- Border Terrier
- Terrier de chasse allemand (Deutscher Jagdterrier)
- Fox-terrier
  - Fox-terrier à poil lisse
  - Fox-terrier à poil dur
- Lakeland Terrier
- Manchester terrier
- Glen of Imaal Terrier
- Terrier irlandais (Irish Terrier)
- Terrier irlandais à poil doux (Irish Soft Coated Wheaten Terrier)
- Terrier Kerry Blue
- Parson Russell terrier (Terrier du Révérend Russel)
- Terrier brésilien (Terrier Brasileiro)
- Ratier valencien (Gos rater valencià)
- Welsh terrier

### Terriers de petite taille
- Terrier australien
- Cairn Terrier
- Terrier Tchèque (Ceský Teriér)
- Dandie Dinmont Terrier
- Jack Russell Terrier
- Terrier japonais (Nihon Teria)
- Norfolk Terrier
- Norwich Terrier
- Scottish Terrier
- Sealyham Terrier
- Skye Terrier
- West Highland White Terrier

### Terriers de type bull
- Bull Terrier
- Bull Terrier miniature
- American Staffordshire Terrier
- Staffordshire Bull Terrier

### Terriers d'agrément
- Terrier australien à poil soyeux (Australian Silky Terrier)
- Terrier d'agrément anglais noir et feu (English Toy Terrier Black and Tan)
- Yorkshire Terrier